# Harold Robert Daniels
Pour les articles homonymes, voir Daniels.
Harold Robert Daniels, né le 3 novembre 1919 à Winchendon (Massachusetts), et mort en octobre 1980 à Washington, est un écrivain américain, auteur de roman policier.

## Biographie
Harold Robert Daniels termine ses études à Milford dans l'État du Connecticut et devient un spécialiste dans l’industrie métallurgique. De 1958 à 1972, il est rédacteur du magazine Metalworking. Dans les années 1950, il publie quelques nouvelles remarquables et, en 1956, son premier roman Jusqu'au cou (In His Blood), nommé pour le prix Edgar-Allan-Poe du premier roman. La même année paraît également un deuxième roman Les 500 Diables au 304 (The Girl in 304).
Peu connu en France, il écrit pourtant selon Claude Mesplède et Jean-Jacques Schleret « des œuvres remarquables pour la qualité de l’intrigue et la description réalistes des petites villes des États-Unis ». Son quatrième roman Y a plus d'enfant (The Snatch), publié en 1958, est qualifié par John D. MacDonald comme « un des classiques modernes du crime et châtiment ». Son sixième et dernier roman, publié en 1966, La Cuisine rouge (House On Greenapple Road), est apprécié par Claude Mesplède comme « sans aucun doute son livre le plus achevé » et est adapté pour la télévision en 1970.
Une de ses nouvelles, La mort n’attend pas (Road Hog), est adaptée à deux reprises, en 1959 et en 1986, dans les deux séries Alfred Hitchcock présente.

## Œuvre

### Romans
- In His Blood (1956) Publié en français sous le titre Jusqu'au cou, Paris, Presses de la Cité, coll. « Un mystère » no 288, 1956
- The Girl in 304 (1956) Publié en français sous le titre Les 500 Diables au 304, Paris, Gallimard, coll. « Série noire » no 810, 1963
- The Accused (1958)
- The Snatch (1958) Publié en français sous le titre Y a plus d'enfant, Paris, Gallimard, coll. « Série noire » no 550, 1960
- For the Asking (1962)
- House On Greenapple Road (1966) Publié en français sous le titre La Cuisine rouge, Paris, Gallimard, coll. « Série noire » no 1100, 1967

### Nouvelles
- The Brill Case (Alfred Hitchcock's Mystery Magazine, novembre 1957)
- Search the Crying Woman (Alfred Hitchcock's Mystery Magazine, mars 1958)
- Road Hog (Ellery Queen's Mystery Magazine, septembre 1959) Publié en français sous le titre La mort n'attend pas, Paris, OPTA, Mystère magazine no 172, mai 1962 ; réédition dans le recueil Suspense à tombeau ouvert, Paris, Club du livre policier, coll. « Les Classiques du roman policier » no 34, 1964
- The Master Stroke (Ellery Queen's Mystery Magazine, octobre 1960) Publié en français sous le titre Le Coup de patte, Paris, OPTA, Mystère magazine no 176, septembre 1962
- Tee Tee Murder (Manhunt, décembre 1960)
- Point of View (Ellery Queen's Mystery Magazine, mai 1961) Publié en français sous le titre Question de point du vue, Paris, OPTA, Mystère magazine no 180, janvier 1963 ; réédition sous le titre Le Bon Choix, dans le recueil 30 recettes pour crimes parfaits, Nantes, L'Atalante, coll. « Bibliothèque de l'évasion », 1998
- The Haunted Woodshed (Ellery Queen's Mystery Magazine, août 1961) Publié en français sous le titre Le Bûcher hanté, Paris, OPTA, Mystère magazine no 181, février 1963
- Inquest on a Dead Tiger (Ellery Queen's Mystery Magazine, 1962) Publié en français sous le titre La Mort du Tigre, Paris, OPTA, Mystère magazine no 188, septembre 1963
- Deception Day (Ellery Queen's Mystery Magazine, 1967) Publié en français sous le titre Illusion, Paris, OPTA, Mystère magazine no 249, novembre 1968
- Three Ways to Rob a Bank (Ellery Queen's Mystery Magazine, 1972) Publié en français sous le titre Trois façons de voler une banque, dans le recueil Histoires à lire toutes lumières allumées, Paris, Pocket no 1816, 1980

## Filmographie

### Adaptations
- 1959 : Road Hog, épisode 11, saison 5 de la série télévisée Alfred Hitchcock présente, réalisée par Stuart Rosenberg, adaptation par Bill S. Ballinger de la nouvelle éponyme
- 1970 : House on Greenapple Road, téléfilm américain réalisé par Robert Day, adaptation du roman éponyme
- 1986 : Road Hog, épisode 22, saison 1 de la série télévisée, Alfred Hitchcock présente, réalisée par Mario DiLeo, adaptation de la nouvelle éponyme

## Sources
- Claude Mesplède (dir.), Dictionnaire des littératures policières, vol. 1 : A - I, Nantes, Joseph K, coll. « Temps noir », 2007, 1054 p. (ISBN 978-2-910686-44-4, OCLC 315873251).
- Claude Mesplède, Les années "Série noire" : bibliographie critique d'une collection policière, vol. 2 : 1959-1966, Amiens, Editions Encrage, coll. « Travaux » (no 17), 1993 (ISBN 978-2-906389-43-4).
- Claude Mesplède, Les années "Série noire" : bibliographie critique d'une collection policière, vol. 3 : 1966-1972, Amiens, Editions Encrage, coll. « Travaux / 22 », 1994 (ISBN 978-2-906389-53-3).
- Claude Mesplède et Jean-Jacques Schleret, SN, voyage au bout de la Noire : inventaire de 732 auteurs et de leurs œuvres publiés en séries Noire et Blème : suivi d'une filmographie complète, Paris, Futuropolis, 1982, 476 p. (OCLC 11972030).